# Chrysolina cuprina
Chrysolina cuprina là một loài bọ cánh cứng trong họ Chrysomelidae. Loài này được cuprina Duftschmid miêu tả khoa học năm 1825.